# 중국 재스민 혁명

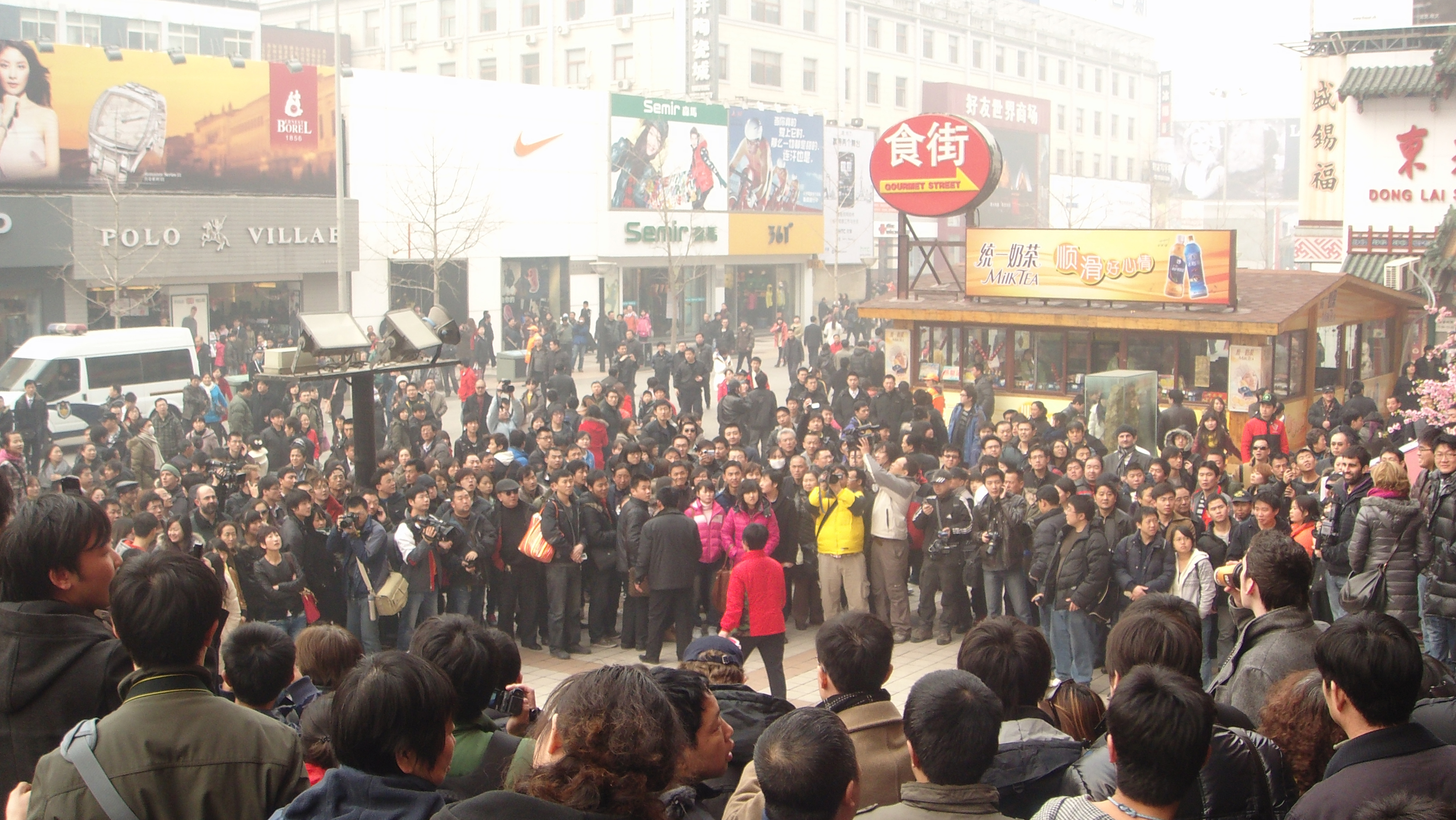
베이징 멕도날드 앞에 운집한 시위대.

중국 재스민 혁명(中国茉莉花活动)은 2011년 2월 20일에 중화인민공화국에서 튀니지 혁명의 영향을 받아 일어난 시위이다.
중국에 일어난 시위는 중국 공산당의 일당 독재 체제를 타도하고 민주화를 이루자는 것이었다. 인터넷을 통해 순식간에 퍼져 13개의 주요 도시에서의 개최가 계획되고 있었다. 예정지에는 여러 명이 모였지만 공안에 의한 경계 때문에 소규모 시위는 일어났지만 대규모 시위가 없었다. 2월 19일 이후에 수많은 사람들이 연행되거나 외출 금지되었다.
중화인민공화국 정부는 인민에 의한 인터넷 이용의 감시가 어렵게 되자 시위를 개시하자는 글이 있으면 삭제하는 등이 대책을 세우고 있다.

## 개요
튀니지에서 일어난 독재 정권을 붕괴된 재스민 혁명에 촉발 되어 62년간의 긴 세월에 걸쳐 독재 정권을 유지한 중국 공산당에 대한 반발이 표면화하여 퇴진을 요구하는 시위를 하자고 인터넷 사이트 웨이보(微博)에서 글을 올려 시위가 예정되어 있었다.

## 같이 보기
- 아랍의 봄
- 2011년 원저우 철도 추돌 탈선 사고